# Lake Druzhby
Der Lake Druzhby (englisch; russisch Озеро Дружбы Osero Druschby, deutsch ‚Freundschaftssee‘) ist ein See an der Ingrid-Christensen-Küste des ostantarktischen Prinzessin-Elisabeth-Lands. Er liegt 3 km östlich des Ellis-Fjords im südöstlichen Teil der Vestfoldberge.
Luftaufnahmen entstanden bei der US-amerikanischen Operation Highjump (1946–1947), bei einer sowjetischen Antarktisexpedition im Jahr 1956 sowie bei den Australian National Antarctic Research Expeditions in den Jahren 1957 und 1958. Russische Wissenschaftler benannten ihn. Das Antarctic Names Committee of Australia übertrug diese Benennung 1973 in einer Teilübersetzung ins Englische.